# Israʾel Hameʾiri

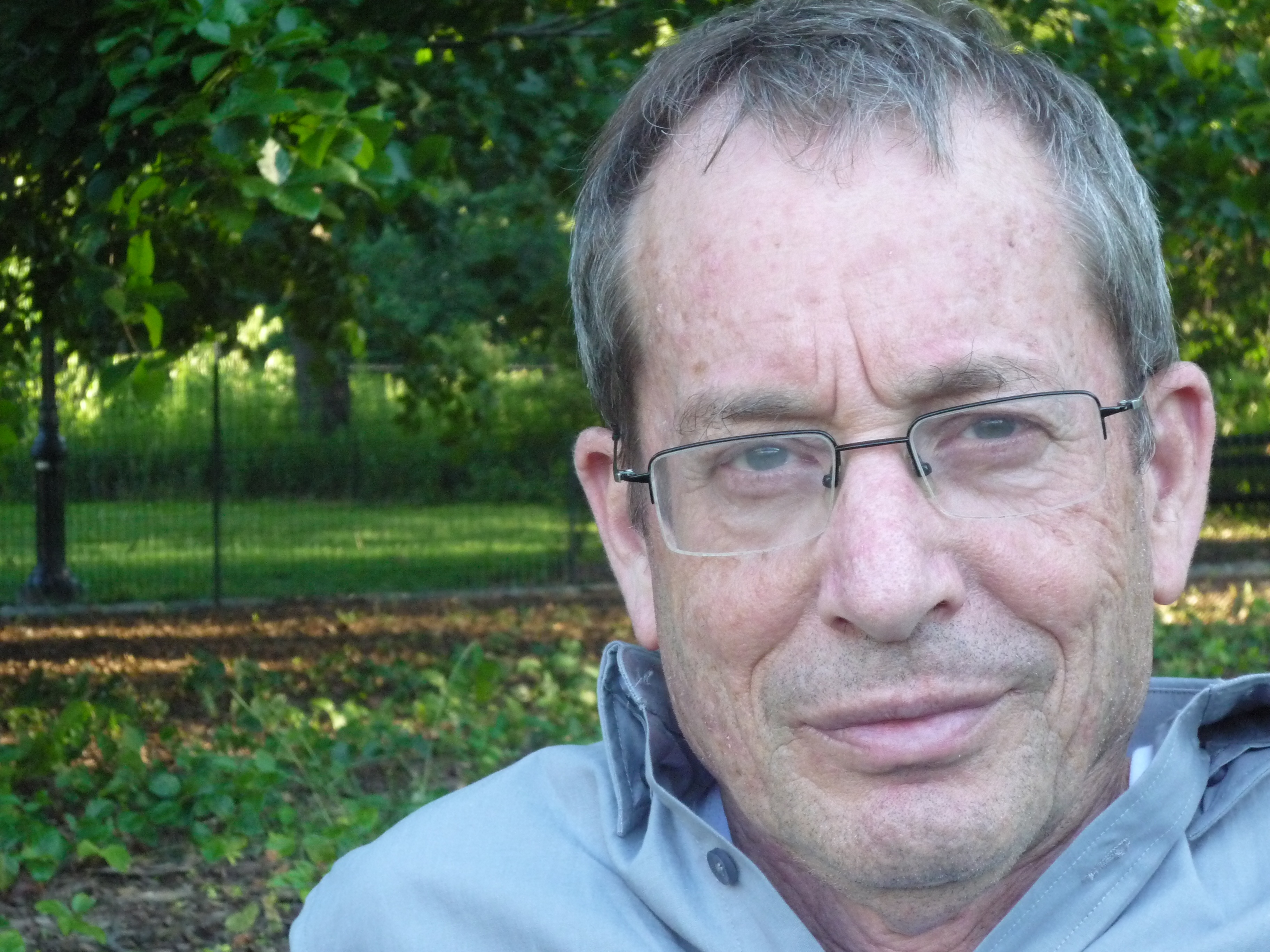
Israʾel Hameʾiri (2014)

Israʾel Hameʾiri (hebräisch ישראל המאירי Jisraʾel Hameʾīrī; * 23. März 1948 in Givʿat Chaim) ist ein israelischer Schriftsteller und Hochschullehrer.

## Leben und Wirken
Israʾel Hameʾiri wurde 1948 im Kibbuz Givʿat Chaim geboren. Er graduierte in Literatur und Theater an der Universität Tel Aviv und erwarb den Master of Arts an der Universität Haifa, wo er auch promovierte, mit einer Dissertation über „The Mythological Other in Three Israeli Plays“. Hameʾiri begann bereits während seines Militärdienstes erste Kurzgeschichten zu veröffentlichen. In den folgenden Jahren hat er sieben Prosabände veröffentlicht, darunter „Pigs“ und „Symbiosis“; letzteres erschien in deutscher Übersetzung 2003 bei dtv. Seine Theaterstücke wurden im  Cameri-Theater in Tel Aviv und im Haifa Theater produziert. Sein Stück „To the Sea“ wurde 1996 vom Haifa Theater produziert und sein Roman „Symbiosis“ wurde bei einer öffentlichen Lesung neuer israelischer Stücke im Beit Liessin Theater in Tel Aviv vorgetragen. Als Romanautor, Dramatiker und Kritiker unterrichtet Hameʾiri Schauspiel und Literatur an der Universität Haifa und am Menashe College. Er lebt mit seiner Familie in Moschav Amirim, einer kleinen landwirtschaftlichen Gemeinde im Norden Israels.
Hameʾiri erhielt den Moznayim-Preis für eine seiner Kurzgeschichten (1984) und einen Prime Minister’s Prize for Hebrew Literary Works for Fiction (1985).

## Werke (ohne Dramen)
- Wildness (Erzählungen), HaKibbutz haMeʾuchad, 1972 [פראות Praʾut]
- The Fourth (Erzählungen), HaKibbutz haMeʾuchad, 1981 [Ha-Reviʿi]
- Fire in the Thorns (Erzählungen), Am Oved, 1983 [Esch ba-Qotzim]
- The White Ones (Roman), Am Oved, 1985 [HaLevanim]
- The Watermelon Eaters (Erzählungen), Zmora-Bitan, 1988 [Ochlei ha-Avaṭṭiach]
- Remembrance Night (Roman), Am Oved, 1990 [Leil Sikkaron]
- Pigs (Erzählungen), Keter, 1994 [Chasirim]
- Symbiosis (Roman), Am Oved, 2000 [Symbioza]
- Actors (Roman), Even Choschen, 2006 [Sachqanim]
- Hillside on Fire (Roman), Am Oved, 2012 [Esch baMidron]
- The Mythic Other: An Inquiry into Five Plays After Levinas (Non-fiction), Resling, 2013

[הדרמה של האחר המיתי: עיון בחמישה מחזות בעקבות לוינס Ha-Dramah schel ha-Acher ha-Miti: ʿIyyun ba-Chamischa Machasot be-ʿIqvot Levinas]